# Ivo Pogorelić
Ivo Pogorelić (Belgrado, 20 ottobre 1958) è un pianista croato.
È noto per il suo stile di esecuzione eccentrico, che gli ha fatto ottenere un nutrito seguito di ammiratori, ma anche aspre critiche da parte di esperti di musica.

## Biografia
Ivo Pogorelić è nato nel 1958 a Belgrado, all'epoca capitale della Jugoslavia, da padre di etnìa croata e madre serba.
Iniziati gli studi di pianoforte a sette anni, fu invitato dodicenne a Mosca per proseguire gli studi presso la Scuola Centrale di Musica con Evgenij Timakin; in seguito si diplomò al conservatorio di Mosca e, nel 1976, divenne allievo della concertista  Aliza Kezeradze, che a sua volta era cresciuta alla scuola di Aleksandr Ziloti; Kezeradze, di oltre vent'anni più anziana di Pogorelić, lo sposò nel 1980 quando questi aveva 21 anni; il matrimonio durò fino alla morte di lei avvenuta nel 1996.
Pogorelić vinse il Premio Casagrande a Terni nel 1978 e il Concorso internazionale di Musica a Montréal nel 1980, ma fu un riconoscimento negato a sancirne la celebrità: al concorso internazionale per pianoforte intitolato a Fryderyk Chopin tenutosi a Varsavia del 1980 fu eliminato al terzo turno, cosa che indusse una delle giurate, la pianista argentina Martha Argerich, a lasciare la giuria per protesta.
Pogorelić debuttò a New York al Carnegie Hall nel 1981 e a Londra nello stesso anno. Da allora, ha suonato in molti recital in tutto il mondo, come solista e insieme alle orchestre più famose, tra le quali la Boston Symphony Orchestra, la London Symphony Orchestra, la Chicago Symphony Orchestra, la Wiener Philharmoniker, la Berliner Philharmoniker, l'Orchestra di Parigi e molte altre. Pogorelić iniziò ad incidere per la Deutsche Grammophon e nel 1982 è diventato uno degli artisti esclusivi dell'etichetta. Sue sono oltre quindici registrazioni di opere di Bach, Beethoven, Brahms, Chopin, Liszt, Mozart, Mussorgsky, Prokofiev, Ravel, Scarlatti, Scriabin e Čaikovskij.
Nel 1986 Pogorelić ha istituito una fondazione per favorire la carriera dei giovani artisti provenienti dalla sua patria. Dal 1989, il Festival Ivo Pogorelić a Bad Wörishofen dà l'opportunità a giovani artisti di suonare insieme ad artisti di fama. Nel dicembre 1993, Pogorelić fondò il Concorso Internazionale per pianoforte solista in collaborazione con la Ambassador Foundation in Pasadena (California).
Nel 1994 aiutò a fornire supporto medico per la gente di Sarajevo organizzando dei concerti di beneficenza. In seguito ha contribuito a ricostruire la città, aiutando la Croce Rossa e la lotta contro le malattie quali il cancro e la sclerosi multipla. Nel 1988 è stato nominato "Ambasciatore" dall'UNESCO.
Dopo la morte della moglie, non ha inciso fino al 2019 e ha diradato le sue esecuzioni in pubblico fino al 2017.
- Il 24 aprile 1998 Primavera Concertistica Palazzo dei Congressi a Lugano.
- Il 9 dicembre 2005 al Conservatorio della svizzera italiana a Lugano con musiche di Chopin Scriabin e Rachmaninov.
- Il 4-5 maggio 2007 al Palazzo della Musica e dei Congressi di Strasburgo, con il secondo concerto di Rachmaninov, direttore Kirill Karabits.
- Il 22 ottobre 2009 concerto al Teatro alla Scala con l'orchestra del Teatro e la direzione di Myung Wung Chung
- Il 30 ottobre 2011 al Gran teatro La Fenice di Venezia con musiche di Chopin e Liszt

Nel 2010 Ivo Pogorelich ha tenuto 73 concerti in varie parti del mondo, tra cui Tokyo con la Philadelphia Orchestra diretta da Charles Dutoit, Vienna, con i Wiener Symphoniker diretti da Fabio Luisi, un tour europeo con la Philharmonia Orchestra diretta da Tugan Sokhiev, segnando così un pieno ritorno alla attività concertistica.

## Ricezione critica
Nel 1980, Pogorelich è stato eliminato al terzo round del X Concorso pianistico internazionale Fryderyk Chopin a Varsavia, causando opinioni controverse da parte dei giudici. Uno dei giurati, Martha Argerich, lo ha proclamato un "genio" e si è dimesso dalla giuria per protesta. Altri due giurati hanno affermato che era "impensabile che un artista del genere non arrivasse in finale". Tuttavia, altri giudici hanno espresso la loro disapprovazione per le eccentricità di Pogorelić. Eugene List gli ha dato un punteggio molto basso, spiegando: "Non rispetta la musica. Usa gli estremi fino al punto di distorsione. E recita troppo". Louis Kentner si è licenziato dopo che tutti i suoi studenti erano stati eliminati dal concorso nella prima fase, affermando che "se persone come Pogorelić arrivano alla seconda fase, non posso partecipare ai lavori della giuria. Abbiamo criteri estetici diversi". Tuttavia, la pubblicità dello scandalo ha aiutato Pogorelić a iniziare la sua carriera.
Le esibizioni di Pogorelić sono state spesso controverse. Le sue interpretazioni sono state ben accolte dal pubblico dei concerti ma non sempre dalla critica. Il pianista classico inglese Peter Donohoe ha notato una serie di "attacchi umilianti" da parte della critica durante tutta la carriera di Pogorelić, pur credendo che la sua celebrità fosse dovuta a "camion pubblicitari in stile pop basati sulle sue eccentricità" piuttosto che al suo talento. La sua prima registrazione della Sesta Sonata di Prokofiev ha ricevuto riconoscimenti, incluso un Rosette Award nella Penguin Guide to Classical Recordings. Tuttavia, il critico del New York Times Harold C. Schonberg ha criticato Pogorelić per i suoi tempi insolitamente lenti nella Sonata op. 111 di Beethoven, e disse che Pogorelić "sembra che cerchi disperatamente di essere il Glenn Gould del pianismo romantico (con alcune delle eccentricità di Gould ma nessuna del suo particolare tipo di genio)." Vent'anni dopo, un altro critico del New York Times, Anthony Tommasini, torna a criticare lo stesso pezzo, scrivendo: “Ecco un talento immenso che si è tragicamente smarrito.
Nel 2015, dopo una lunga assenza dalla scena concertistica britannica, il recital di Pogorelić alla Royal Festival Hall è stato ampiamente criticato dalla critica. Scrivendo per The Guardian, Andrew Clements ha fortemente denigrato la sua performance, in cui "la brillantezza tecnica è apparentemente scomparsa, lasciandosi dietro solo la grossolanità", e ha criticato il suo modo di suonare il pianoforte definendolo "così brutalmente rumoroso e grezzo che [...] lo Steinway soffriva in modo udibile per il suo assalto."